# 永戈尔茨
永戈尔茨（法語：Jungholtz，法語發音：[juŋ(ɡ)ɔlts] ⓘ）是法国上莱茵省的一个市镇，属于坦恩-盖布维莱尔区。

## 地理
永戈尔茨（47°53'7"N, 7°11'43"E）面积4 平方千米，位于法国大東部大區上莱茵省，该省份为法国东部内陆省份，是阿尔萨斯的一部分，今与下莱茵省组成了阿尔萨斯欧洲集体，其北临下莱茵省，西接孚日省，西南接贝尔福地区省，东侧沿莱茵河与德国相望，南与瑞士接壤。
与永戈尔茨接壤的市镇（或旧市镇、城区）包括：苏尔茨-上莱茵、盖布维莱尔、盖布维莱尔附近林巴克、里姆巴克泽、维奈姆、阿特曼斯维莱尔、瓦特维莱尔。
永戈尔茨的时区为UTC+01:00、UTC+02:00（夏令时）。

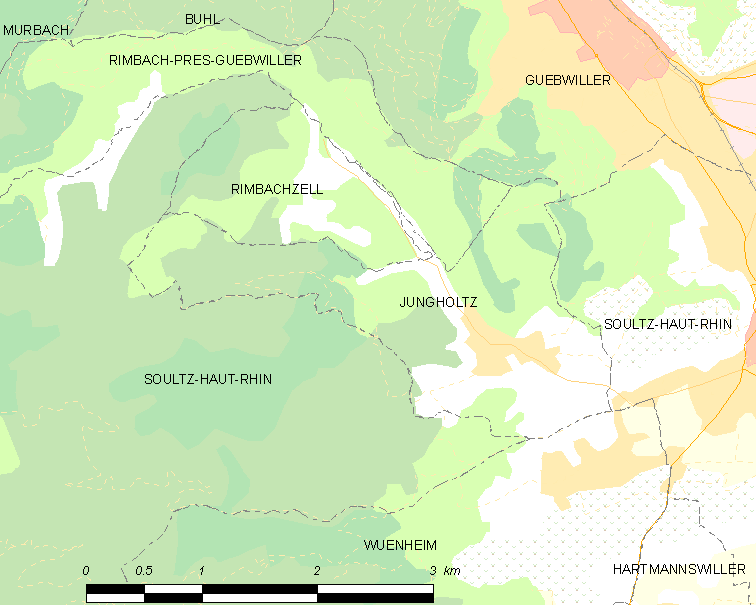
永戈尔茨的OSM定位图

## 行政
永戈尔茨的邮政编码为68500，INSEE市镇编码为68159。

## 政治
永戈尔茨所属的省级选区为盖布维莱尔县。

## 人口

1962-2008年间永戈尔茨人口变化图示

永戈尔茨于2022年1月1日时的人口数量为900人。